# 香港2010年10月

## 10月10日
- 入境處表示，全日有137對新人結婚，因10年10月10日有「十全十美」的意頭[1]。

## 10月12日
- 華懋以呎價接近18,000元投得九龍塘義德道3號及5號地皮，突破九龍區最貴呎價[2]。

## 10月13日
- 行政長官曾蔭權宣讀本年度的施政報告，重點為房屋政策和扶貧：
  - 推出「先租後買」資助計劃，協助夾心階層置業[3]。
  - 限制新建樓宇的「發水」比例，立法規定發展商以「實用面積」賣樓[4]。
  - 10月14日起，暫時不可透過買樓投資移民來港[5]。
  - 政府與商界合組100億元「關愛基金」協助基層[6]。
  - 「交通津貼計劃」擴展至全港，每月600元[7]。
  - 放寬「生果金」離港限制[8]。

## 10月26日
- 沙田威爾斯醫院急症室將於10月28日早上8時啟用，新、舊急症室會同時運作直至中午。醫院期望透過改善診症流程，縮短病人輪候時間。倘在搬遷期間發生重大事故，醫院會減少接收傷者的數目。[9]